# Gabriel Siminic
Gabriel Siminic (sinh ngày 11 tháng 3 năm 1986) là một cầu thủ bóng đá người România. Anh chơi ở vị trí Left back cho Național Sebiș.

## Sự nghiệp

### Oțelul Galați
Siminic ký hợp đồng với Oțelul vào tháng 7 năm 2009, và sau chỉ 1 năm, anh đồng ý theo thỏa thuận đôi bên và ra đi vào tháng 6 năm 2010.

### CSMS Iași
Siminic gia nhập CSMS Iaşi vào mùa hè năm 2010.